# Verbeekininae
Verbeekininae es una subfamilia de foraminíferos bentónicos de la familia Verbeekinidae, de la superfamilia Fusulinoidea, del suborden Fusulinina y del orden Fusulinida. Su rango cronoestratigráfico abarca desde el Artinskiense (Pérmico inferior) hasta el Tatariense (Pérmico superior).

## Discusión
Clasificaciones más recientes incluyen Verbeekininae en la superfamilia Neoschwagerinoidea, y en la subclase Fusulinana de la clase Fusulinata.

## Clasificación
Verbeekininae incluye a los siguientes géneros:
- Armenina †
- Quasiverbeekina †
- Verbeekina †

Otro género considerado en Verbeekininae es:
- Paraverbeekina †, aceptado como Verbeekina